# David Drake (Schauspieler)
David Drake (* 27. Juni 1963 in Edgewood, Maryland als David Drakula) ist ein US-amerikanischer Schauspieler, Dramatiker, Theaterregisseur und LGBT-Aktivist.
In seinen Werken setzt er sich mit Themen wie schwuler Identität, Gender, Politik und AIDS auseinander. Drake wurde vor allem durch das von ihm geschriebene Solo-Theaterstück The Night Larry Kramer Kissed Me bekannt, für das er mit mehreren Preisen ausgezeichnet wurde.

## Leben
David Drake stammt aus einer rumänischstämmigen Familie, die laut eigener Recherchen Drakes angeblich von Vlad III. Drăculea abstammt.
Er studierte Schauspiel an Herbert Berghofs New Yorker Schauspielschule HB Studio. Ab Mitte der 1980er Jahre trat er in Off-Broadway-Stücken wie Street Theater, Vampire Lesbians of Sodom und Pageant auf.
1985 sah Drake eine Aufführung von Larry Kramers Theaterstück The Normal Heart, das ihn nachhaltig beeinflusste. Er wurde Mitglied der Aktivistengruppen Act Up und Queer Nation. 1990 begann er mit der Arbeit am Theaterstück The Night Larry Kramer Kissed Me, in dem Drake als Solo-Performer mit der Geschichte eines homosexuellen Mannes in den Zeiten von AIDS auseinandersetzt. Das Stück wurde im Juni 1992 im Perry Street Theatre uraufgeführt. Es lief dort bis zu Drakes 30. Geburtstag am 27. Juni 1993, der gleichzeitig den 24. Jahrestag der Stonewall-Unruhen markierte. Drake erhielt für seine Performance mehrere Preise, darunter den Obie Award 1993 für die beste Performance. Im Anschluss tourte er mit dem Stück durch Europa und Australien.
Ab Ende der 1980er Jahre folgten erste Auftritte in Film- und Fernsehproduktionen. 1993 trat Drake selbst in einer Aufführung von Kramers The Normal Heart auf. 2002 folgte sein zweites selbstgeschriebenes Solo-Stück Son of Drakula, in dem er sich mit seiner Herkunft auseinandersetzt. 1993 war er in Jonathan Demmes AIDS-Drama Philadelphia an der Seite von Tom Hanks als Bruno zu sehen. Im Jahr 2000 filmte Tim Kirkman einen Auftritt Drakes in The Night Larry Kramer Kissed Me und veröffentlichte das Ergebnis als Film.
Ab den 2010er Jahren führte er mehrfach Regie bei Theaterinszenierungen im Provincetown Theater. Im November 2017 wurde er zum künstlerischen Leiter des Theaters ernannt, das in schwieriger finanzieller Situation zahlreiche Mitarbeiter entlassen musste.
Parallel unterricht Drake am Maryland Institute College of Art.

## Filmografie (Auswahl)
Schauspieler
- 1989: Freundschaft fürs Leben (Longtime Companion)
- 1992, 2001, 2008: Law & Order (Fernsehserie, 3 Episoden)
- 1993: Naked in New York
- 1993: Bob (Fernsehserie, 1 Episode)
- 1993: Philadelphia
- 1994: Was ist Pat? (It’s Pat)
- 1995: New York Undercover (Fernsehserie, 1 Episode)
- 1997: David Searching
- 1997: Peoria Babylon
- 1999: Hit and Runway
- 2000: The Night Larry Kramer Kissed Me
- 2003: Criminal Intent – Verbrechen im Visier (Law & Order: Criminal Intent, Fernsehserie, 1 Episode)
- 2008: We Pedal Uphill
- 2010: BearCity
- 2012: Good Wife (The Good Wife, Fernsehserie, 2 Episoden)
- 2014: Producing Juliet (Fernsehserie, 3 Episoden)
- 2016: Vinyl (Fernsehserie, 1 Episode)
- 2017: After Louie

## Theater
Schauspieler
- 1984: Street Theater (Actors’ Playhouse)
- 1986: Vampire Lesbians of Sodom (Provincetown Playhouse)
- 1991: Pageant (Blue Angel)
- 1992: The Night Larry Kramer Kissed Me (Perry Street Theatre)
- 1995: A Language of Their Own (Joseph Papp Public Theater/Susan Stein Shiva Theater)
- 1996: The Boys in the Band (Lucille Lortel Theatre)
- 2000: End of the World Party (47th Street Theatre)
- 2002: Son of Drakula (Dance Theater Workshop)
- 2010: The Divine Sister (Soho Playhouse)

Autor
- 1992: The Night Larry Kramer Kissed Me (Perry Street Theatre)
- 2002: Son of Drakula (Dance Theater Workshop)

Regie
- 2005: Terre Haute (Sundance Institute Theatre Lab)
- 2010: Our Town (Provincetown Theater)
- 2011: The Weight of Water (Provincetown Theater)
- 2012: The Divine Sister (Provincetown Theater)
- 2016: The Importance of Being Earnest (Provincetown Theater)

## Auszeichnungen (Auswahl)
- 1993: Obie Award für Performance in The Night Larry Kramer Kissed Me
- 1994: Drama-Logue Award für Outstanding Solo Performance in The Night Larry Kramer Kissed Me[1]